# 重男轻女
重男轻女是一种男女不平等的观念，该观念認為男性各方面皆較女性重要，導致女性因其为人而应享有的权利經常因為要遷就男性而犧牲。這種觀念常見於父權社會，常伴隨著男尊女卑和性別分工的觀念。中国人口学学者或将此类现象称为男性偏好:66:57。

## 成因
在早期人类还处于狩猎采集社会时，性别角色在社会地位中的影响并不大，人们处于一个相对平等的状态。当人类过渡到农业社会时，性别造成的社会分工逐渐分化，而因为农耕使人们能够积累资源，使性别不平等逐渐开始产生。
当代中国研究者提及，除生产方式外，亦有文化风俗、社会保障、制度不公平等因素:57。

## 各地
重男轻女现象对个人、社会、国家均有重要影响。仅人口一项，在当代亚洲地区，即因强烈的男性偏好，使出生人口性别比失衡、女性死亡率偏高:66。

### 东亚
東亞地區的傳統喪葬儀式中的五服，為父系親屬所服的喪會比同輩且同等的母系親屬服的喪要重，如為叔父服的喪會比為姨母服的喪重；即使同樣是父系或母系親屬，為男性服的喪也會比為女性服的喪重，如為叔父服的喪會比為姑母服的喪重。
一些語言也表現出重男輕女的思想（亦有相反的詞語）。例如在中文裡「婦人之見」指沒見識的人的見解，「婦人之仁」指不顧全大局的仁慈，「三姑六婆」指是非之人，均含有輕視女性的意思。中国上古的卜辞里也视生男为“嘉”，生女为“不嘉”。在日語裡，稱別人的丈夫時會稱為「御主人樣（御主人様）」，稱別人妻子時卻只會稱為「奧樣（奧様）」或「奧方樣（奧方様）」（「奧」是「屋內」的意思），意味著只有丈夫才是一家之主。
在傳統禮儀上的重男輕女：社會地位相同的男女，男方要較女方行較重的禮。
历史法律上，女性犯下某些罪行，刑罰會較男性為輕，如《左传·襄公十九年》记载“ 妇人无刑，虽有刑，不在朝市”。另外部份朝代的法律規定妻子犯罪，即使刑罰非連坐或族誅，丈夫也同樣要受罰，甚至由丈夫代妻子受罰。但丈夫犯罪除非被判連坐或族誅，否則妻子不需受罰。《唐律》又規定婚姻的妄冒罪，其处罚女方比男方轻一等《唐律》：“诸为婚而女家妄冒者，徒一年。男家妄冒，加一等。未成者，依本约已成者，离之”。這些看似保護或優待女性的措施其實是把女性視為從屬於男性，代表男性对家中女性有绝对代表权。一般来说，历史上的女性在法律意义上是不作为个人存在的。
除此之外，一些東亞社會，像是華人社會，還存在著性別比失衡的狀況，1980年代後，中國的性別比開始逐漸朝向男性多的一方傾斜；台灣新生兒的性別比也一樣有朝向男性多的一方傾斜的狀況；但華人人口性別比失衡並非是現代獨有的現象，根據南开大学王泉伟在《明代男女比例的统计分析——根据地方志数据的分析》一文當中的研究，明朝的性別比相當不平衡，明朝中期後，全國範圍內的性別比曾一度達到每100個女性中有150個男性的狀況，有些地區甚至出現每一百個女性中有大約300個男性的狀況；復旦大學中國歷史地理研究所的曹樹基也曾在《墓誌銘中所見明代人口結構》一文中提及明代性別比失衡、出現男性遠多於女性的狀況。

#### 中国大陆
重男轻女现象在大陆地区同样存在地域性。对中国农民进行人口学研究、2012年文章，提及部分农村仍保有传统文化中的男性偏好。追求生育男孩，“已超越了农民的物质需要，成为一种精神追求”:57。

#### 中国东北地区
中国东北地区的情况，在1949年以前，和中国大部分地区一样，存在重男轻女倾向，封建残余思想仍然存在。
在1949年后，由于满洲国时期以及奉系军阀时期的经济建设，使得成为苏联援助中国的156工程的桥头堡。大批工厂于东北地区建立，国有企业成为东北地区经济发展主体部分。
大批劳动力进入国有企业，成为国企职工，特别在沈阳，大连，哈尔滨，长春，鞍山等国有企业聚集的大中城市尤为明显。
促使女性从原来的家中主妇成为工厂职工，由此家庭关系也同样趋于平等。
家中孩子被安排在国企建立的幼儿园中，更进一步减轻女性的家庭负担。
短期内的氛围长此以往成为习惯，加之上世纪东北地区落实严格的计划生育政策，即使到如今，东北地区的老职工也具有对下一代“生男生女都一样”
的普遍观念。
在2001年上映的一部长篇情景喜剧《东北一家人》中，亦表现出了女性执掌家权的特点。其背景是东北大型国企的普通工人家庭，更是其证明的有力实证。

#### 举例
- 2012年中国共产党内部选举出的205名中央委员中，女性仅有10人；171名中央候补委员中，女性仅有23人；390名省级党委常委中，女性仅有35人。
- 2014年，中国大陆的新生儿性别比虽然实现了自2009年以来的连续第六次下降，但仍然高达每100名出生女婴对应115.88名出生男婴，性别选择性堕胎依然较为猖獗。
- 日本虽然拥有女子相扑比赛，但男子相扑行业保持着女性“不洁”的观念，身为女性的大阪府知事太田房江曾于2000年和2001年两度欲为男子相扑比赛优胜者颁奖而均遭拒绝。
- 香港地区直到1971年才颁布《婚姻改革条例》正式禁止男性同时拥有多个配偶。

### 西方世界
西方社会很早就有就有重男轻女的风俗，《圣经》裏注明“女人最初是男人的肋骨所生的”、“妻子要听丈夫的话”等。
第一次世界大战以前，歐洲君主获得子嗣时要鸣礼炮表示庆祝，君主生兒子的禮炮會較生女兒多，例如大部份國家有王子出生時鸣101响礼炮，王女則只鸣21响。俄罗斯帝国皇子（大公）出生鸣放300响礼炮，皇女（女大公）則只鸣放101响。
而现代西方社会，经过女权主义运动，重男轻女已逐渐减少，但女性还是会遭遇潜规则效应或者职场性骚扰等情况。

#### 举例
- 英法百年战争和奥地利王位继承战争的直接导火索均为《萨利克法典》中禁止女性继承家业的相关规定，神圣罗马帝国一直不允许女性成为皇帝。
- 法国女性直到1944年才开始拥有选举权和被选举权，瑞士直到1971年才允许女性参与全民公投。
- 美国、英国、法国、俄罗斯、巴西等西方主要大国的国会女性议员比例均不足30%，德国和北欧各国则为40%左右。
- 从二战后截至2000年，对女性开放军队战斗岗位的西方国家仅有加拿大一国。澳大利亚于2013年对国防军现役女兵开放了全部前线岗位，但仅有不足20名女兵申请加入前线作战部队。
- 2014年的北美票房前100名中，有21部影片是女性担当第一主演或者和男一号平分秋色；其中，年纪超过45岁或者性取向为同性恋、双性恋的女主角数量为零。
动画影片中，女性为主角的影片数量低于1/4；动作／冒险类影片中，女性担任一号主角的比例为21.8%。
从事2014年北美百部影片内容生产的1326位电影工作者中，女性仅占15.8%，其中导演占1.9%，编剧占11.2%，制片人占18.9%。
在2007-2014年的700部北美高票房电影中，导演总数为779名，其中女导演有28名。

### 伊斯蘭世界
伊斯蘭教經典《古蘭經》指在伊斯蘭法律中，兩名女證人才相當於一名男證人。而在繼承權方面，相對於男性所繼承的財產，女性只可繼承一半。
而穆斯林社会更是允许丈夫可以打妻子来维护家庭和谐。

#### 举例
- 伊朗和卡塔尔的女性若要参加工作须征得丈夫同意
- 埃及女性需要得到丈夫的允许才可申请护照

## 家庭中的重男輕女
一些重男輕女的家庭，為了生男孩而不顧自己負擔能力不斷生育，直至生出男孩為止。有些則透過性別選擇去選擇生男孩。而一些法制不健全的地方還會把女嬰溺死。這些現象可能令人口性別失衡。例如在广东省，出生嬰兒的性別比高達137.76。

有些重男輕女觀念較深的家庭裏女兒出世，父辈乃至祖辈都会极度失望懊恼。即使是程度一般的，也常會認為女孩子長大後要嫁人，不需要讀太多書，於是要女兒輟學工作賺錢供她們的兄弟讀書。在某些中下階層或工人階級家庭裡，即使女兒成績很好，兒子無心向學，這些父母也照樣如此。平時也會對兒子和女兒有不同待遇，例如有好處都優先考慮給兒子，卻要女兒做較多的家務。極端的情況甚至是把兒子視為寶貝。
心理醫生指出，重男輕女引起的創傷屬於家庭關係的破損，女性身處這個位置，從來都不知道自己有甚麼權利、值得擁有甚麼，慢慢地，會覺得自己沒有價值，內心裏有很多怨憤沒有處理到，這都屬於慢性創傷。
另外要注意的是，一個性別的價值與該性別的稀缺性無關，重男輕女的社會往往也是男多女少的社會，重男輕女往往與家庭以人為手段控制性別比、使社會整體朝向男多女少一方傾斜相互關聯，反之亦然，而女性在這些社會中，不會因為人數少就變得比較貴重；另一方面，男性被重視的同時也常意味著要負較重的責任，一些家庭就會對兒子管教特別嚴厲，對兒子的要求也比對女兒嚴格。

### 相关文艺作品
- 盲山（中国电影）
- 男人的世界（中国电影）
- 黄土地（中国电影）
- 我的姐姐（中国电影）
- 都挺好（中国电视剧）
- 姐姐（中国歌曲）